# Саму Омородіон
Самуе́ль (Саму) Омородіон Агехо́ва (ісп. Samuel "Samu" Omorodion Aghehowa; нар. 5 травня 2004, Мелілья) — іспанський футболіст, нападник португальського клубу «Порту» і збірної Іспанії. Олімпійський чемпіон 2024 року.

## Клубна кар'єра

### «Гранада»
2015 року почав займатися футболом у юнацькому клубі «Нервіон», а 2021 року приєднався до академії «Гранади».
6 березня 2022 року дебютував за резервну команду «Гранаду Б», вийшовши на заміну в матчі Сегунди Дивізіону RFEF проти «Марчамало». 25 вересня забив свій перший гол у професіональній кар'єрі в поєдинку проти «Ель-Ехідо». 20 квітня 2023 року продовжив контракт з «Гранадою» до 2028 року. Всього у сезоні 2022-23 забив 18 голів у 33 матчах за «Гранаду Б».
14 серпня 2023 року дебютував за основний склад «Гранади», вийшовши у стартовому складі на матч Ла-Ліги проти «Атлетіко» (Мадрид), в якому відзначився і своїм першим голом за клуб.

### «Атлетіко» (Мадрид)
21 серпня 2023 року перейшов в «Атлетіко» (Мадрид), підписавши з клубом п'ятирічний контракт.

#### Оренда в «Алавес»
26 серпня на правах оренди приєднався до «Алавеса» до кінця сезону. Через два дні, 28 серпня, дебютував за команду в матчі Ла-Ліги проти «Хетафе», замінивши Кіке Гарсію. 29 вересня у поєдинку чемпіонату проти «Сельти» забив свій перший гол за «Гранаду». 26 січня 2014 року в матчі Ла-Ліги з «Альмерією» відзначився дублем. 3 лютого у поєдинку чемпіонату проти «Барселони» на 50-й хвилині гри після передачі Алекса Соли забив м'яч, за який отримав нагороду найкращої гри місяця Ла-Ліги.

### «Порту»
24 серпня 2024 року перейшов у португальський клуб «Порту», підписавши п'ятирічний контракт. Сума трансферу становила 15 млн євро за 50 % економічних прав на футболіста. У найближчі два роки у «Порту» буде можливість викупити ще два пакети економічних прав по 15 % за 5 млн євро кожен. Таким чином, потенційно вартість трансферу може зрости до 25 млн за 80 % прав. У контракті гравця прописана клаусула в розмірі 100 млн євро. 31 серпня дебютував за «Порту» в матчі Прімейра-ліги проти «Спортінга», замінивши Данні Намасо. 15 вересня в поєдинку Прімейра-ліги проти «Фаренсе» забив свій перший гол за «Порту». 25 вересня в матчі загального етапу Ліги Європи УЄФА проти норвезького «Буде-Глімт» дебютував у єврокубках, відзначившись забитим голом. 28 жовтня 2024 року в поєдинку Прімейра-ліги проти АВС оформив свій перший в складі «Порту» хет-трик. Окрім цього забивши голи упродовж 15 хвилин першого тайму, став автором «класичного» хет-трику, а також «ідеального» — м'ячі були забиті правою ногою, лівою ногою та головою. У жовтні 2024 року ввійшов у список 25-ти фіналістів на звання «Golden Boy» 2024 року. Був визнаний нападником і гравцем місяця Прімейра-ліги за підсумками грудня 2024 року, в якому він забив п'ять голів та віддав дві результативні передачі.
В червні 2025 року виступав на клубному чемпіонаті світу в США. На турнірі провів три матчі, відзначившись по голу проти американського «Інтер Маямі» та єгипетського «Аль-Аглі», а його команда не вийшла з групи, посівши 3-тє місце.

## Кар'єра в збірній
Виступав за збірні Іспанії до 19 і до 21 року. В липні 2023 року в складі збірної до 19 років брав участь в юнацькому чемпіонаті Європи 2023 на Мальті. Зіграв на турнірі 3 матчі, а іспанці дійшли до півфіналу, де поступились італійцям.
26 червня 2024 року потрапив до заявки олімпійської збірної Іспанії для участі в матчах футбольного турніру на літніх Олімпійських іграх 2024 в Парижі. На олімпійському турнірі зіграв у матчах групового етапу проти збірних Узбекистану та Єгипту, відзначившись голом проти єгиптян. Грав також у чвертьфіналі проти Японії та у півфіналі проти Марокко, а іспанці у фінальному матчі перемогли збірну Франції (5–3), здобувши золоті медалі.
15 жовтня 2024 року в складі збірної до 21 року в матчі відбіркового турніру до чемпіонату Європи проти збірної Мальти оформив покер.
8 листопада 2024 року вперше викликаний до збірної Іспанії головним тренером Луїсом де ла Фуенте для участі в матчах Ліги націй УЄФА проти збірних Данії та Швейцарії. 18 листопада в поєдинку зі Швейцарією дебютував за збірну Іспанії, вийшовши на заміну Альваро Мораті.

## Особисте життя
Народився у Мелільї у родині нігерійців, які згодом переїхали у Марасену в провінції Гранада.

## Статистика виступів

### Клубна статистика
Станом на 18 серпня 2025
| Клуб              | Сезон             | Чемпіонат             | Чемпіонат | Чемпіонат | Кубок | Кубок | Кубок ліги | Кубок ліги | Єврокубки | Єврокубки | Інші  | Інші | Всього | Всього |
| Клуб              | Сезон             | Дивізіон              | Матчі     | Голи      | Матчі | Голи  | Матчі      | Голи       | Матчі     | Голи      | Матчі | Голи | Матчі  | Голи   |
| ----------------- | ----------------- | --------------------- | --------- | --------- | ----- | ----- | ---------- | ---------- | --------- | --------- | ----- | ---- | ------ | ------ |
| Гранада Б         | 2021–22           | Сегунда Дивізіон RFEF | 3         | 0         | —     | —     | —          | —          | —         | —         | —     | —    | 3      | 0      |
| Гранада Б         | 2022–23           | Сегунда Федерасьйон   | 29        | 14        | —     | —     | —          | —          | —         | —         | 4     | 4    | 33     | 18     |
| Гранада Б         | Всього            | Всього                | 32        | 14        | 0     | 0     | 0          | 0          | 0         | 0         | 4     | 4    | 36     | 18     |
| Гранада           | 2023–24           | Ла-Ліга               | 1         | 1         | —     | —     | —          | —          | —         | —         | —     | —    | 1      | 1      |
| Атлетіко (Мадрид) | 2023–24           | Ла-Ліга               | 0         | 0         | 0     | 0     | —          | —          | 0         | 0         | 0     | 0    | 0      | 0      |
| → Алавес          | 2023–24           | Ла-Ліга               | 34        | 8         | 1     | 0     | —          | —          | —         | —         | —     | —    | 35     | 8      |
| Порту             | 2024–25           | Прімейра-ліга         | 30        | 19        | 2     | 0     | 1          | 0          | 9         | 6         | 3     | 2    | 45     | 27     |
| Порту             | 2025–26           | Прімейра-ліга         | 2         | 0         | 0     | 0     | 0          | 0          | 0         | 0         | 0     | 0    | 2      | 0      |
| Порту             | Всього            | Всього                | 32        | 19        | 2     | 0     | 1          | 0          | 9         | 6         | 3     | 2    | 47     | 27     |
| Всього за кар'єру | Всього за кар'єру | Всього за кар'єру     | 99        | 42        | 3     | 0     | 1          | 0          | 9         | 6         | 7     | 6    | 120    | 54     |

1. ↑  Матчі в плей-оф Сегунди Федерасьйон
2. ↑  Матчі в Лізі Європи УЄФА
3. ↑  Матчі на клубному чемпіонаті світу

### Міжнародна статистика
Станом на 5 червня 2025 
| Збірна            | Сезон             | Товариські | Товариські | Офіційні | Офіційні | Всього | Всього |
| Збірна            | Сезон             | Матчі      | Голи       | Матчі    | Голи     | Матчі  | Голи   |
| ----------------- | ----------------- | ---------- | ---------- | -------- | -------- | ------ | ------ |
| Іспанія           |                   |            |            |          |          |        |        |
| 2024              | 0                 | 0          | 1          | 0        | 1        | 0      |        |
| 2025              | 0                 | 0          | 1          | 0        | 1        | 0      |        |
| Всього за кар'єру | Всього за кар'єру | 0          | 0          | 2        | 0        | 2      | 0      |

### Матчі за збірну
Станом на 5 червня 2025 
| Матчі Саму Омородіона за збірну Іспанії | Матчі Саму Омородіона за збірну Іспанії | Матчі Саму Омородіона за збірну Іспанії | Матчі Саму Омородіона за збірну Іспанії | Матчі Саму Омородіона за збірну Іспанії | Матчі Саму Омородіона за збірну Іспанії | Матчі Саму Омородіона за збірну Іспанії | Матчі Саму Омородіона за збірну Іспанії |
| №                                       | Дата                                    | Суперник                                | Рахунок                                 | Голи                                    | Картки                                  | Хвилини                                 | Змагання                                |
| --------------------------------------- | --------------------------------------- | --------------------------------------- | --------------------------------------- | --------------------------------------- | --------------------------------------- | --------------------------------------- | --------------------------------------- |
| 1                                       | 18 листопада 2024                       | Швейцарія                               | 3–2                                     |                                         |                                         | 45'                                     | Ліга націй УЄФА 2024–25 (А)             |
| 2                                       | 5 червня 2025                           | Франція                                 | 5–4                                     |                                         |                                         | 13'                                     | Ліги націй УЄФА 2024–25 (фінал)         |

Всього: 2 матчі / 0 голів; 2 перемоги, 0 нічиїх, 0 поразок.

## Досягнення
Збірна Іспанії (олімп.)
- Олімпійський чемпіон: 2024[68]

Особисті досягнення
- Гра місяця Ла-Ліги: лютий 2024 (з Алексом Солою)[69].
- Гравець місяця Прімейра-ліги: грудень 2024[70]
- Нападник місяця Прімейра-ліги: грудень 2024[71]